# Joaquín de Font y de Boter
Joaquín de Font y de Boter (Barcelona, 1857 - Ibíd., 1916) fue un farmacéutico, catedrático y crítico musical español.

## Biografía
Siguió la carrera de farmacia, doctorándose en 1877. Desde 1878 fue catedrático auxiliar de la Facultad en la Universidad de Barcelona. Cultivó la literatura profesional en varios periódicos y revistas. Fue conocido especialmente por su crítica musical en el diario carlista El Correo Catalán, del que fue uno de los principales redactores, destacándose por las «Rápidas» que publicó en este periódico con el seudónimo de «Argos».
Miembro del partido tradicionalista, fue defensor y propagandista de los ideales católicos. Fue uno de los primeros colaboradores de la revista El Sentido Católico en las Ciencias médicas. Como secretario general de las Conferencias de San Vicente de Paúl, fundó el Almanaque de las mismas. Desde la presidencia de la Asociación de Católicos organizó varias peregrinaciones a Roma y fue condecorado con la cruz «Pro Ecclesia et Pontifice». Sus destacadas aptitudes para el arte de la declamación le acarrearon muchos triunfos en su época. Su entierro resultó una imponente manifestación de duelo en Barcelona.

## Obras
- Importancia de los análisis químicos (Barcelona, 1880)
- Orígenes de la química (Barcelona, 1881)
- El hipnotismo puesto en moda, del padre José Franco, S. J. (Barcelona, 1887)
- Necrología del reverendísimo padre don Juan Bosco (Sarriá-Barcelona, 1888)
- La harmonía entre las ciencias médicas y la religión es manantial fecundo de progreso (Sarriá-Barcelona, 1888)
- La esclavitud y la Iglesia (Barcelona, 1889)
- Bosquejo biográfico del doctor don Fructuoso Plans y Pujol (Sarriá-Barcelona, 1890)